# Piranha
As piranhas são um grupo de peixes carnívoros de água doce. Habitam alguns rios da América do Sul e pertencem a cinco gêneros da subfamília Serrasalminae (que também inclui peixes como pacus). Na região central do Brasil, assim como no Pantanal e na Amazônia, a piranha é um alimento entre as populações locais, sendo utilizada no preparo do prato sul-mato-grossense conhecido como caldo de piranha.

## Descrição

### Tamanho
As piranhas costumam medir entre 14 a 26 cm de comprimento, embora alguns espécimes registrados tenham sido de até 43 cm de comprimento.

### Morfologia
As espécies  Serrasalmus, Pristobrycon, Pygocentrus e  Pygopristis são mais facilmente reconhecidas pela sua dentição única. Todas as piranhas têm uma única fileira de dentes afiados em ambos os maxilares. Os dentes são bem embalados e interligados e são usados para perfuração rápida e corte. As piranhas e seus primos herbívoros, pacus, perdem e re-crescem todos os dentes de um lado do rosto várias vezes ao longo da vida.
Os dentes individuais são tipicamente triangulares, de ponta e de lâmina (perfil plano). A variação no número de cúspides é menor. Na maioria das espécies, os dentes são tricúspides com uma cúspide média maior que faz com que os dentes individuais aparecem claramente triangulares. A exceção é Pygopristis, que tem dentes pentacúspides e uma cúspide média ligeiramente maior que as outras cúspides.

### Habilidades de mordida
As piranhas possuem uma das mordidas mais fortes encontradas nos  peixes ósseos. Em relação à massa corporal, a piranha-preta produz uma das mordidas mais vigorosas medidas em vertebrados. Esta mordida extremamente poderosa é gerada por grandes músculos do maxilar que são anexados de perto à ponta do maxilar, conferindo à piranha uma vantagem mecânica que favorece a produção da força sobre a velocidade de mordida. Os maxilares fortes combinados a dentes finamente serrilhados tornam-se adeptos da carne, rasgando-a.

## Etimologia
Existem duas explicações etimológicas para a origem do nome "piranha":
- junção dos termos tupis pirá ("peixe") + ãî ("dentado") + o sufixo substantivador -a, significando "peixe com dente" ou "dentado"[4][5];
- junção dos termos tupis pira ("pele") e raim ("o que corta"), significando "corta a pele"[6].

## Características
Trata-se de um peixe muito voraz, predador, de dentes finamente serrilhados e com mandíbulas fortíssimas. A maioria das piranhas são rápidas, mas geralmente atacam quando estão estimuladas para isso. Dentro das inúmeras espécies de piranhas, algumas são canibais e outras não, mas todas possuem comportamentos agressivos. As piranhas são parentes próximos dos Pacus e são facilmente confundidos quando pequenos. Para quem deseja manter esses peixes em um aquário deve pensar em manter plantas muito fortes ou apenas montar o aquário com pedras pequenas. Não se deve misturar espécies no aquário, pois as piranhas geralmente atacam seu companheiro. A alimentação inicial deverá ser de carne moída, mas depois começam a se alimentar com rações tradicionais, que é o mais recomendado, pois a carne pode poluir o aquário em pouco tempo e a piranha é um peixe suscetível a doenças quando a água não está de acordo com suas necessidades; pH levemente ácido e livre de compostos nitrogenados com uma composição diferenciada.

## Relacionamento com humanos

### Ataques
A maioria dos ataques de piranhas os seres humanos têm sido registradas na área do Amazonas, especialmente os espécimes do género  Pygocentrus  (piranhas de barriga vermelha). As razões pelas quais ocorrem um ataque são: presença de sangue na água (pois elas possuem um olfato apurado), o esguicho de uma possível represa ou, em alguns casos, a época de reprodução, que obriga a piranha a proteger sua prole.

## Gêneros
- Catoprion com apenas uma espécie, Catoprion mento
- Citharinus com apenas uma espécie, Citharinus citharus
- Pristobrycon com 7 espécies
- Pygocentrus com 7 espécies, entre as quais a mais agressiva Pygocentrus piraya, a piranha amarela, ilustrada abaixo; e também a Pygocentrus nattereri, a piranha vermelha.
- Serrasalmus com mais de 20 espécies, entre elas a conhecida Serrasalmus rhombeus, a piranha-negra; a Serrasalmus spilopleura, a piranha-doce; e a Serrasalmus brandtii, a pirambeba.

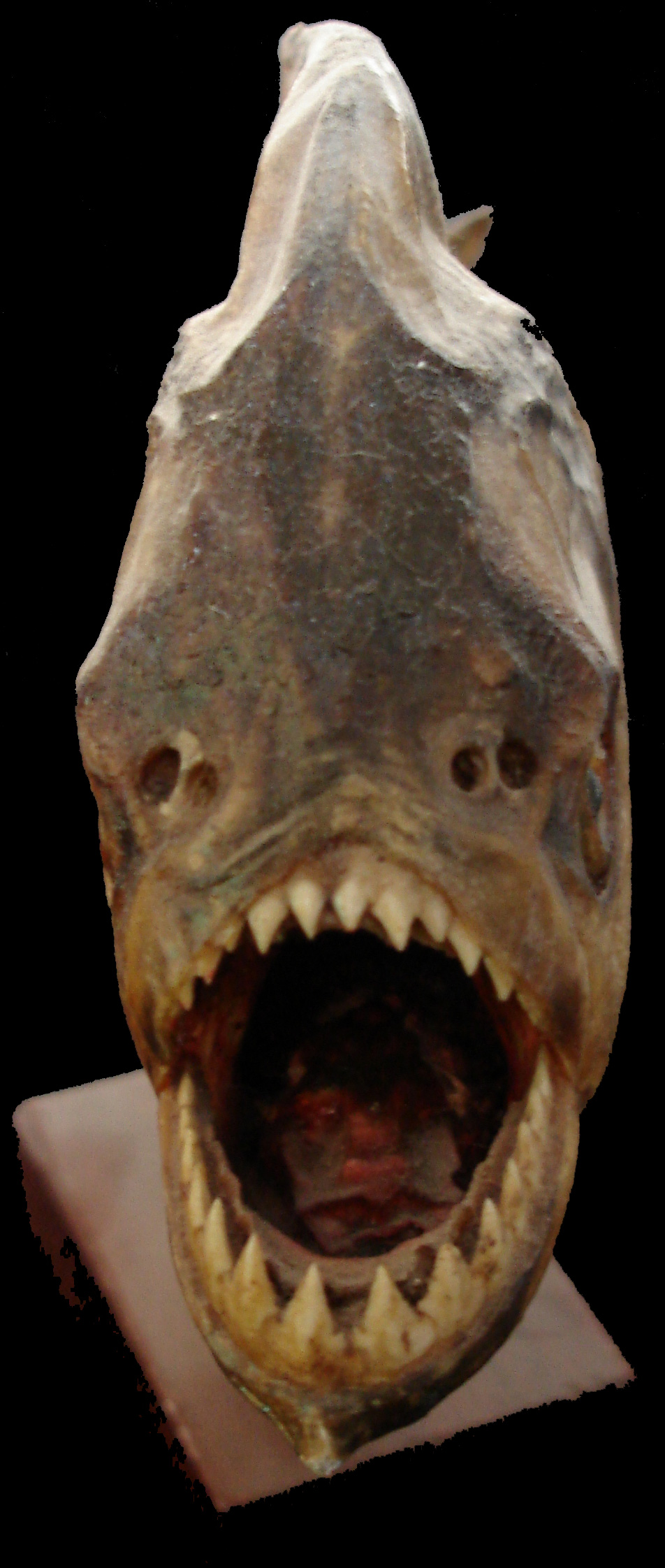
Face da piranha
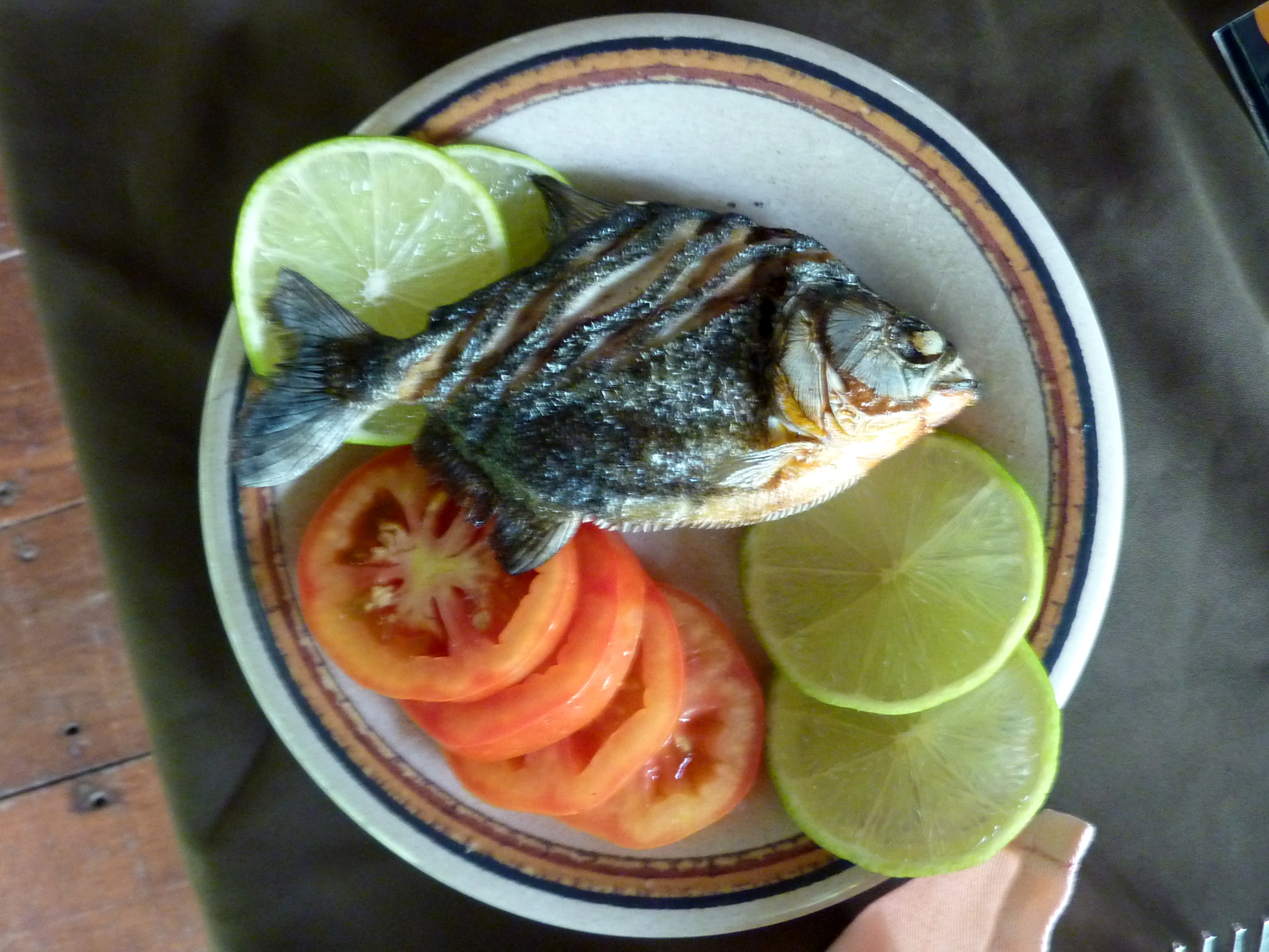
Caldo de piranha